# Caisse de prévoyance et de retraite du personnel ferroviaire
La Caisse de prévoyance et de retraite du personnel ferroviaire (CPR), anciennement Caisse de prévoyance et de retraite du personnel de la Société nationale des chemins de fer français (CPRSNCF) puis CPRPF, est un organisme de sécurité sociale régi par le titre II du livre Ier du code de la sécurité sociale et doté de la personnalité morale, institué à compter du 30 juin 2007 par le décret no 2007-730 du 7 mai 2007.
La CPRPF est chargée de gérer le régime spécial des cheminots en matière de prévoyance et de retraite. Les affiliés sont les salariés de la SNCF en activité (cadre permanent), ainsi que plus largement l'ensemble du personnel du secteur ferroviaire, y compris sous statut de droit privé et/ou contractuel, depuis novembre 2024. Cet organisme, indépendant de la SNCF, est dirigé par un conseil d'administration de 26 membres, dont trois représentants de Groupe SNCF.
Le nombre de bénéficiaires s'élevait en 2014 à 584 000 personnes, dont  383 027 affiliés (153 000 actifs et 270 000 pensionnés). Le montant des prestations servies la même année s'élevait à 7,1 milliards d'euros, dont 1,8 pour la prévoyance et 5,3 pour les retraites.
Durant la Seconde Guerre mondiale, l'hôpital Foch est réquisitionné par l'armée française, par l'armée allemande et par l'Assistance Publique. La gestion de l'établissement est finalement confiée de 1949 au 31 décembre 1995 à la caisse de prévoyance de la SNCF.

Le 30 septembre 2024, la CPR annonce que l'ensemble du personnel ferroviaire (SNCF ou entreprises concurrentes), y compris celui n'étant pas sous statut (CDI de droit privé, contractuels...) seront désormais intégrés au régime d'assurance maladie du CPR. Le personnel affilié à une Caisse primaire d'assurance maladie basculera donc au CPR, à compter de novembre 2024 ou de juin 2025 selon le dossier.
À partir de juin 2025, les prestations d'assurance maladie (remboursement des frais de santé, des arrêts de travail, gestion des droits et de la Carte Vitale...) de l'ensemble du personnel du secteur ferroviaire en France seront donc gérés par le CPR en lieu et place des caisses primaire d'assurance maladie.

## Histoire
- En 1938, les caisses des anciennes compagnies de Chemins de fer fusionnent.
- En 1976, les caisses de prévoyance et de retraite fusionnent.
- En 2007, la Caisse de prévoyance et de retraite du personnel de la Société nationale des chemins de fer français (CPRP SNCF) est créée[5].
- En 2024, elle devient la caisse de prévoyance et de retraite du personnel ferroviaire (CPRPF)[6].

## Organisation
| Début        | Fin | Identité     |
| ------------ | --- | ------------ |
| 7 août 2018, |     | Pierre Robin |